# Aongatete
 (février 2021).
Aongatete est un village et une communauté rurale du district de la Baie de l'Abondance Occidentale et de la région de Baie de l'Abondance dans l'île du Nord de la Nouvelle-Zélande. Il est situé sur la State Highway 2, au sud de Katikati et au nord-ouest d'Ōmokoroa (en). Le paysage se compose d'une longue vallée descendant dans le port de Tauranga.